# Tulpaneran
Tulpaneran är namnet på en period i det Osmanska rikets historia mellan fördraget i Passarowitz 21 juli 1718 och Patrona Halil-upproret 28 september 1730. Det var en period som präglades av fred och västorientering och har fått sitt namn efter en av de konsumtionsvaror som utmärkte västorienteringen bland den osmanska aristokratin under samtiden, tulpanen, som då var ett populärt statusföremål